# Въстание от 10 август 1792
Въстанието от 10 август 1792 г. е преломен момент от Френската революция.

## Предходни събития
През пролетта на 1792 г. Франция обявява война на „краля на Бохемия и Унгария“ (т.е. на Хабсбургската монархия в Австрия), а след няколко седмици кралство Прусия се присъединява на страната на Австрия, но първите сражения са катастрофални за французите, а вината за това се хвърля върху кралския двор и жирондисткото правителство. В страната все по-често се отправят призиви за премахване на монархията, подклаждани от якобинските клубове. В края на май Законодателното събрание приема два декрета – за депортиране на свещениците, които не са положили клетва според Гражданската конституция, и за разпускане на кралската гвардия, като се обявява набор на 20 000 гвардейци – федерати, които да се разположат на лагер край Париж. Кралят упражнява своето право на вето и върху двата декрета.
През юни все по-често се отправят призиви за премахване на монархията, подклаждани от Якобинския клуб и филиалите му в страната. Обстановката в Париж става все по-неспокойна. Кралят уволнява жирондистите от правителството и ги заменя с фьойани, но това още повече задълбочава разрива между него и събранието. На 20 юни народът нахлува в Тюйлери, където кралското семейство живее от октомври 1789 г., и настоява той да оттегли ветото си и да одобри декретите. Кралят отказва, макар че слага на главата си червено боне (фригийска шапка) на санкюлот и вдига наздравица за нацията. За да му окаже подкрепа, маркиз дьо Лафайет напуска армията и лично се явява в събранието с обръщение от офицерите, в което се настоява за разпускане на терористичните клубове, за възстановяване на върховенството на закона и конституцията и за запазване на достойнството на кралската институция, но в резултат събужда само враждебност у депутатите.

## Въстанието
На 10 август 1792 г. около 20 хиляди бунтовници обкръжават кралския дворец в Тюйлери. Щурмът е кратък, но кръвопролитен. На нападателите оказват съпротива няколко хиляди войници от швейцарската гвардия – почти всички те са убити при Тюйлери или в парижките затвори в хода на последвалите т.нар. „септемврийски кланета“. При щурма кралят и семейството му са принудени да търсят закрила в залата на Законодателното събрание. Това спасява живота им, но под натиска на народните искания депутатите решават да отстранят окончателно Луи XVI от управлението и да бъдат проведени нови избори за Конвент.

## Последици
Въстанието от 10 август променя политическата обстановка. Създават се три революционни центъра: якобинците, разделени на жирондинци и монтаняри, с тяхната мрежа от клубове в провинцията и парижките санкюлоти, обединени около Комуната. Различията между жирондинци и монтаняри по редица въпроси се увеличават, преди всичко в отношението към въпроса за съдбата на краля и за отношението към войната. След 1792 г. разривът между двете течения става окончателен, като монтанярите се обявяват за врагове на жирондистите, които според тях представляват егоистичната търговска класа. Фьойаните слизат от политическата сцена и голяма част от техните лидери се превръщат в противници на революцията. По-нататъшният ѝ ход се определя от вътрешните борби на якобинците под силното влияние на народните маси (парижките санкюлоти).
В течение на няколко месеца най-висшите революционни органи – националното Законодателно събрание и последвалият го Конвент се намират под силното влияние и натиск на санкюлотите и в редица случаи са принудени да изпълняват непосредствените искания на тълпите, които обкръжават сградата на заседанията. Под техния натиск Законодателното събрание приема на 17 август декрет за т.нар. „подозрителни“ и създава извънреден трибунал за борба с враговете на революцията. Започват масови арести на аристократи, незаклети свещеници и други лица, заподозрени като врагове. Народните искания включват и ограничаване на либерализацията на търговията, предприета по-рано, замразяване на цените и жестоко преследване на спекулантите. Указаните мерки са приети по време на якобинската диктатура и просъществуват чак до падането на Робеспиер през юли 1794 г.
Сред последиците е и фактическото отстраняване на маркиз дьо Лафайет, който е принуден да емигрира след неуспешен опит да поведе своите войски към Париж в подкрепа на краля. Същевременно вражеските войски продължават да напредват към Париж. В тази обстановка на нарастваща външна заплаха революционните и антимонархически настроения се засилват и на 21 септември 1792 г. новоизбраният Конвент отменя монархията и обявява Франция за република.